# Kanowit
Huyện Kanowit là một huyện thuộc bang Sarawak của Malaysia. Huyện Kanowit có dân số thời điểm năm 2010 ước tính khoảng 28700 người.